# Pseudoligosita grandiocella
Pseudoligosita grandiocella är en stekelart som först beskrevs av Lin 1994.  Pseudoligosita grandiocella ingår i släktet Pseudoligosita och familjen hårstrimsteklar. Inga underarter finns listade i Catalogue of Life.